# جوزيف أ. بينيت
جوزيف أ. بينيت (بالإنجليزية: Joseph A. Bennett)‏ هو ممثل بريطاني، ولد في 1968 بلندن في المملكة المتحدة، وتوفي بنفس المكان في 15 أبريل 2015 بسبب شنق.

## وصلات خارجية
- جوزيف أ. بينيت على موقع IMDb (الإنجليزية)
- جوزيف أ. بينيت على موقع قاعدة بيانات الفيلم (الإنجليزية)